# Christiane Altzweig

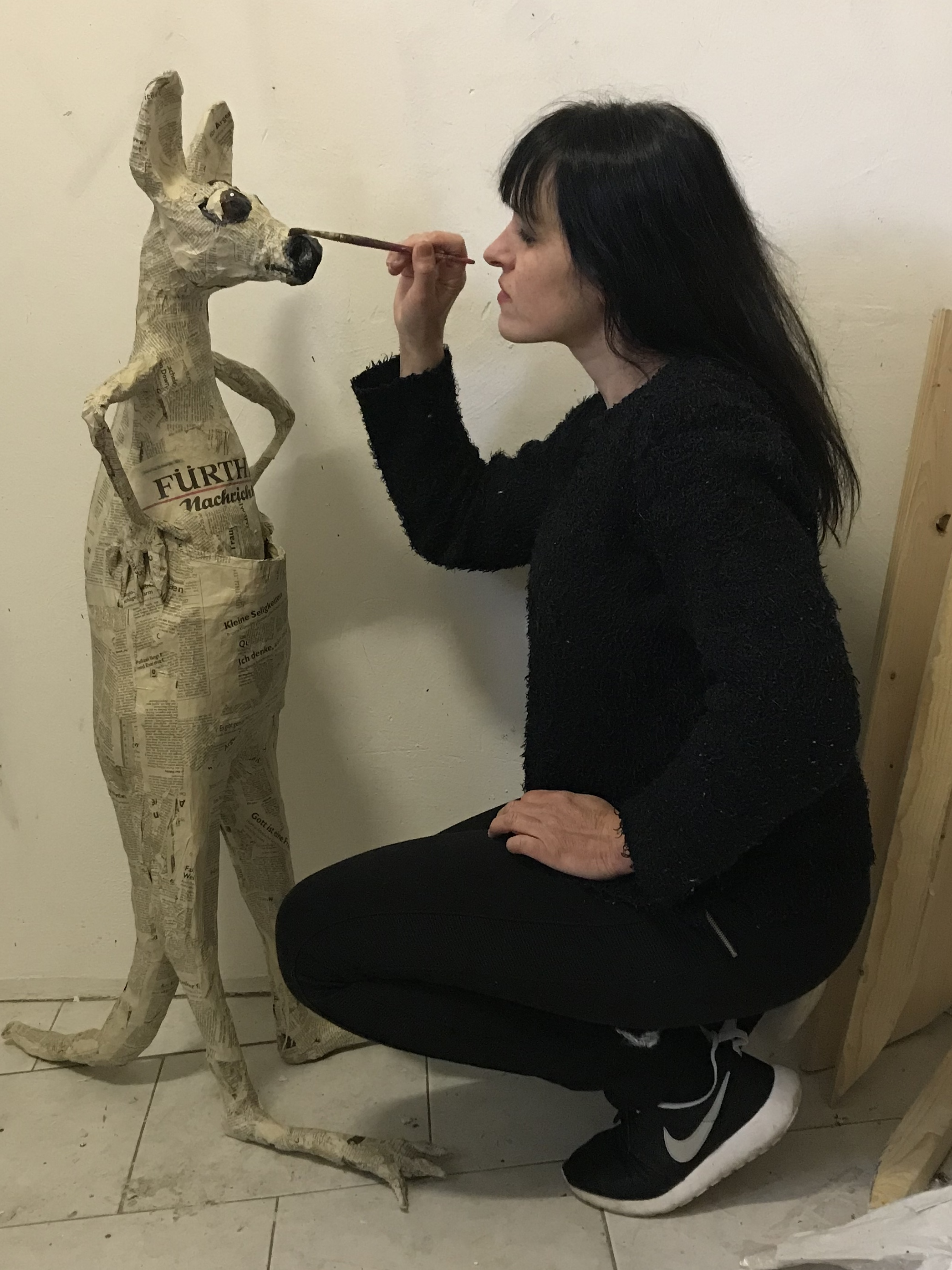
Christiane Altzweig arbeitet an einem Pappmaschee-Känguruh

Christiane Altzweig (* 6. Juni 1971 in Regensburg) ist eine deutsche Bildhauererin in Fürth, die sich auf Plastiken aus Pappmaché spezialisiert hat.

## Leben und Wirken
Christiane Altzweig absolvierte in Regensburg eine Berufsausbildung zur Schauwerbegestalterin mit dem Schwerpunkt Grafik und im Fernstudium eine weitere Ausbildung zur Werbetexterin. Danach wandte sie sich der Gegenständlichen Kunst zu, zunächst der Malerei. Ihr bevorzugtes Malmedium sind Gouache-Farben und Farbstifte für Illustrationen. Später konzentrierte sie sich weitgehend auf Pappmaché.
Im Jahr 2008 eröffnete sie in Fürth das Atelier „Pappmaschee Universum“, zunächst unter dem Namen „Frau Kramers Welt“. Christiane Altzweig machte vor allem durch ihre Plastiken und ihre lebensgroßen Nachbildungen von prominenten Persönlichkeiten wie Marilyn Monroe, Charlie Chaplin und Albrecht Dürer sowie Kunstfiguren und Tieren auf sich aufmerksam. Die Figuren sind teilweise monochrom oder polychrom bemalt, zum anderen Teil mit bedruckter Zeitung beklebt. Altzweig führt zudem regelmäßig Streetart-Aktionen durch, unter anderem mit dem sogenannten „Ohr an der Hauswand“.

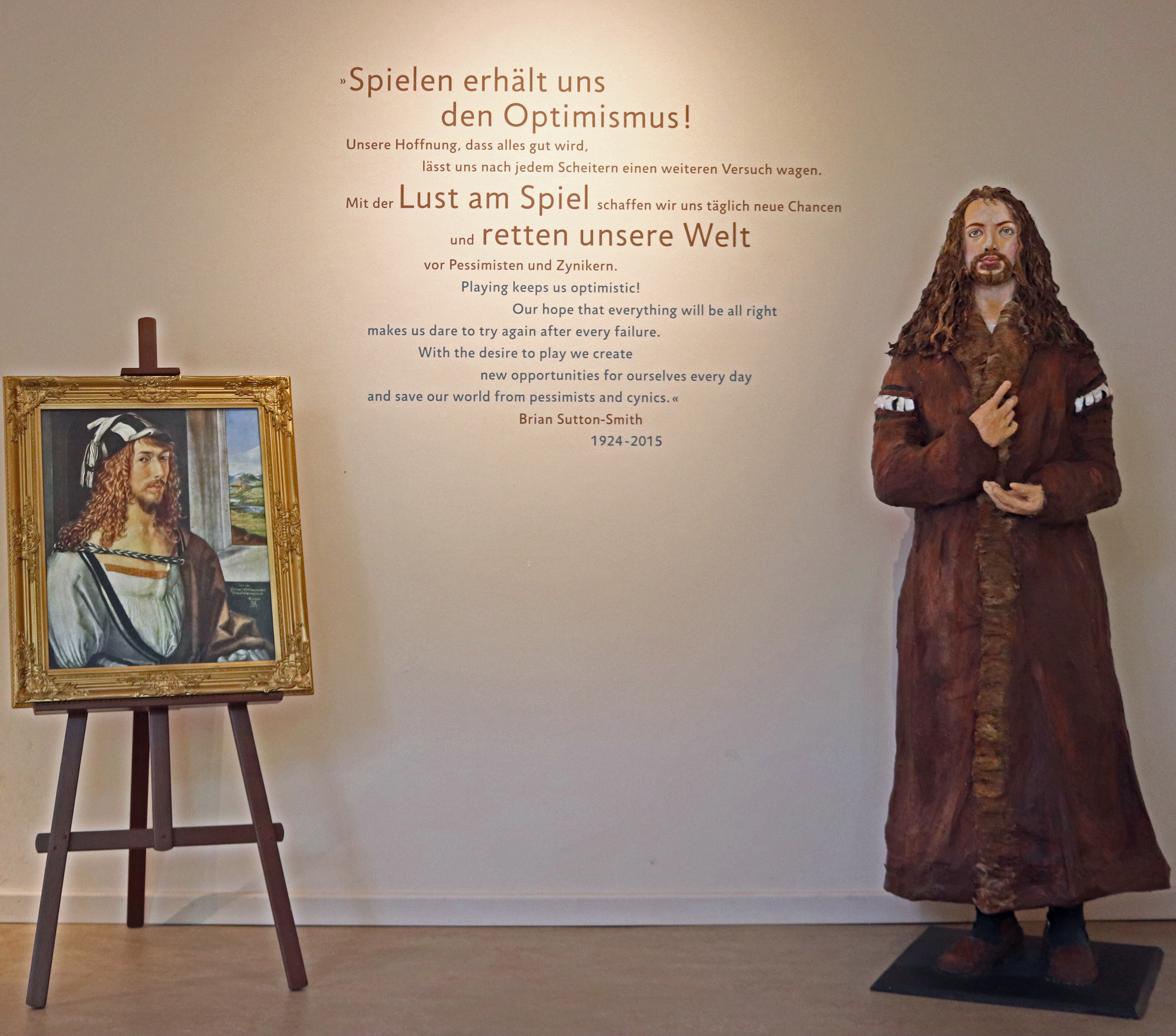
Pappmaché-Skulptur Albrecht Dürers (rechts) im Foyer des Spielzeugmuseums Nürnberg

Zu den bekannteren Arbeiten zählen eine Miniatur-Figur von Henry Kissinger, die diesem zusammen mit einem Foto der lebensgroßen Pappmaché-Figur in New York zu seinem 95. Geburtstag vom Fürther Oberbürgermeister überreicht wurde, und die fiktiven Bühnenfiguren „Waltraud und Mariechen“ für die Mainfrankensäle zum Frankenfasching in Veitshöchheim, die dort dauerhaft im Foyer stehen. Ein weiteres Werk war die Figur des 2009 verstorbenen Malers und Erlanger Stadtoriginals Erhard Königsreuther („Pinsl“), die im Jahre 2012 zunächst in der V-art Galerie und dann auf dem Burgberg zur Bergkirchweih in Erlangen ausgestellt wurde. Für den traditionellen Schembartlauf überarbeitete sie im Jahr 2014 die zu diesem Anlass gezeigten Pappmaché-Pferde.
Die von ihr gestaltete lebensgroße Figur eines historischen Fotografen mit Balgenkamera war von Mai bis September 2016 Teil der Ausstellung „Bitte lächeln!“ Kinder. Spielzeug. Fotografien. des Spielzeugmuseums Nürnberg. Für die Weihnachtsausstellung des Spielzeugmuseums im Nürnberger Rathaus Wolffscher Bau Ende 2016 modellierte sie Nachbildungen des Nürnberger Christkindes und des Krampus sowie eines Hippiepaars; für die Frauenkirche Nürnberg ein Jesuskind, nachdem sie dort bereits 2010 zu Weihnachten den Altar gestaltet hatte und für die Taufkapelle der Kirche St. Christophorus in Fürth eine Figur des Kirchenpatrons. Ausstellungen fanden unter anderem in der Kofferfabrik im Jahr 2000 und auf der Consumenta 2012 statt., im Jahre 2010 nahm sie an den Fürther Ateliertagen teil.

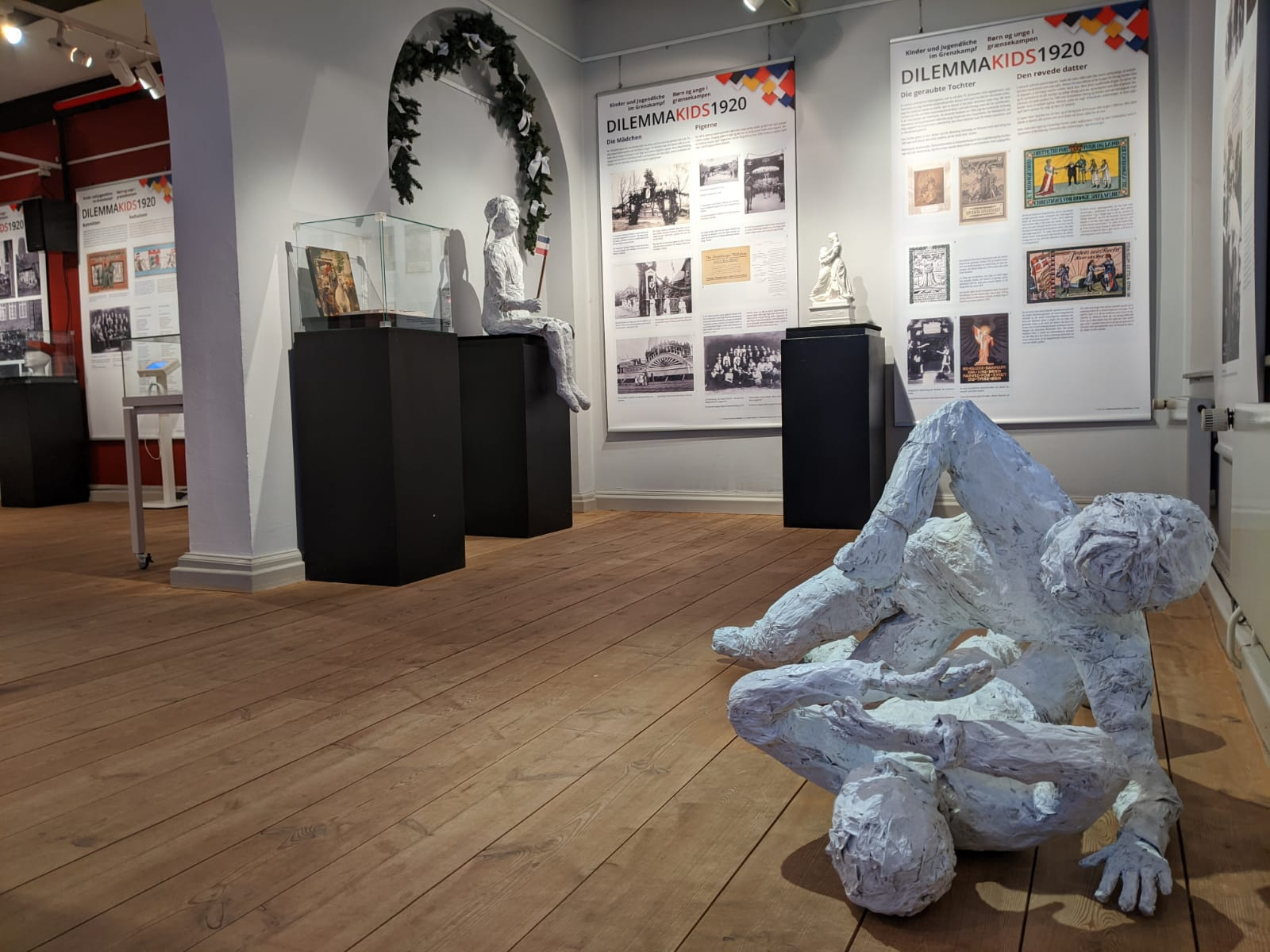
Ausstellung „Dilemmakids 1920“ im Stadtmuseum Schleswig

Für das Stadtjubiläum „200 Jahre Stadterhebung“ im Jahre 2018 fand unter den Fürther Bürgern eine Abstimmung darüber statt, wer die zehn wichtigsten Persönlichkeiten Fürths seien, die dann entsprechend dem Ergebnis von Christiane Altzweig lebensgroß gestaltet wurden. Zunächst waren die Figuren zum Stadtjubiläum von April bis Juni 2018 im Stadtmuseum Fürth Teil einer Sonderausstellung, danach an Orten, zu denen sie einen Bezug haben, so zum Beispiel Alfred Nathan im Klinikum Fürth, Max Grundig im Rundfunkmuseum Fürth, Wilhelm Löhe in der Nürnberger Wilhelm-Löhe-Schule und Henry Kissinger als Fan der SpVgg Fürth im Sportpark Ronhof. Heute stehen die lebensgroßen Pappmaché-Nachbildungen im Fürther Rathaus.
Für die Ausstellung „Dilemmakids 1920. Kinder und Jugendliche im Grenzkampf – Børn og unge i grænsekampen“ zum 100. Jahrestag der Volksabstimmungen über die Grenze zwischen Deutschland und Dänemark modellierte sie Pappmaché-Nachbildungen von Kindern und Jugendlichen; dabei handelt es sich um ein Gemeinschaftsprojekt der Dänischen Zentralbibliothek für Südschleswig und des Stadtmuseums Schleswig. Die Ausstellung musste unmittelbar nach der Eröffnung auf Grund der COVID-19-Pandemie bedingten Museenschließungen geschlossen werden, eine Wiedereröffnung und Verlängerung ist geplant. Für das Museum Obere Saline in Bad Kissingen schuf sie für die Ausstellung „Weltbad Kissingen und Prinzregent Luitpold“ nach einem Gemälde von August Holmberg eine lebensgroße Figur des Prinzregenten Luitpold von Bayern, für das Museum Bayerisches Vogtland in Hof (Saale) diverse Tierfiguren. Im Maximilianmuseum Augsburg wurden anlässlich der „Magischen Nacht“ im Oktober 2024 etwa zwanzig Plastiken von Altzweig temporär in die Dauerausstellung eingefügt.

## Berichterstattung
- Jochen Müssig: Ganz spezielle Pappenheimer. In: Frankfurter Allgemeine Zeitung vom 5. Juli 2023. (Abruf am 11. Juli 2023).
- Decotidien vom 9. April 2019: Christiane Altzweig: Je fais de l'Art à partir de l'IMAGE Journaux (französisch). (Abruf am 4. April 2020).
- Fürther Nachrichten vom 23. Juni 2018: Pappkameraden auf Wanderschaft. Figuren von Christiane Altzweig stehen nun an markanten Stellen. (Abruf am 11. März 2023).
- Johannes Alles: Pappfiguren und 200 neue Bäume zum Fürther Jubiläum. In: Fürther Nachrichten vom 14. September 2016. (Abruf am 4. April 2020).
- Rainer Heubeck: Die fabelhafte Welt der Christiane Altzweig befindet sich in Fürth. Ein Universum aus Pappmaschee. In: Bayerische Staatszeitung vom 19. August 2016, S. 3.
- Gabi Pfeiffer: Frau Kramers Kabinett - Christiane Altzweig und ihr Pappmaschee-Universum. In: Fürther Nachrichten vom 4. September 2013.
- Marion Reinhardt: Papier wird lebendig. In: Fürther Nachrichten vom 4. März 2009. (Abruf am 4. April 2020).
- Martin Möller: Gefallene Engel treffen auf blaue Pferde. Christiane Altzweig stellt Skulpturen und Bilder in der Galerie in der Freibank aus. In: Fürther Nachrichten vom 2. Februar 2002.

## Fernsehsendungen/Videos
- Franken Fernsehen: Zu Besuch bei der Pappmaché-Künstlerin Christiane Altzweig. Fokus Fürth, 11. April 2024. 3:45 Minuten:Sekunden. (Abruf am 12. April 2024).
- Bayerischer Rundfunk: Frankenschau vom 9. Oktober 2022: Frankenschau (Vorspann und 34:24 bis 36:12 Minuten:Sekunden) bzw. Kunst aus Fürth: Die Manufakturen der Kleeblattstadt (2:38 bis 5:05 Minuten:Sekunden). (Abruf am 11. März 2023).
- Bayerischer Rundfunk: Wir in Bayern vom 4. Januar 2021: Pappmaché-Künstlerin Christiane Altzweig. (Abruf am 4. Januar 2021).
- ARD-alpha und Bayerischer Rundfunk vom 24. April 2020, Reihe Gernstl unterwegs: Gernstl in Mittelfranken. (29:15 bis 36:12 Minuten:Sekunden). Ein Film von Franz Xaver Gernstl. (Abruf am 24. April 2020).
- Bayerischer Rundfunk: Frankenschau vom 25. Februar 2020: Kunstwerke aus Altpapier. 3:01 Minuten:Sekunden. (Abruf am 4. April 2020).
- Stadt Fürth: Lebensnahe Welten – der Film mit Christiane Altzweig, Leidenschaftlich und lebensecht: Christiane Altzweig und das Pappmaschee Universum. YouTube-Video, 8. Oktober 2018. 3:33 Minuten:Sekunden. (Abruf am 4. April 2020).
- Bayerischer Rundfunk: Stofferl Wells Bayern: Strawanzen in Fürth. Sendung vom 1. Oktober 2018 und 27. Dezember 2020. (24:39 bis 27:38 Minuten:Sekunden). (Abruf am 28. Dezember 2020).
- Bayerischer Rundfunk: Unter unserem Himmel vom 17. Juni 2015 und vom 2. Juni 2024 (Wiederholung): Von Wirtshäusern und Werkstätten in Fürth (28:43 bis 33:38 Minuten:Sekunden). Ein Film von Sylvia von Miller. (Abruf am 4. Juni 2024).
- Franken Fernsehen: Frau Kramers Welt, Fokus Fürth, 21. August 2014. 3:12 Minuten:Sekunden. (Abruf am 4. April 2020).